# Daitoku-ji

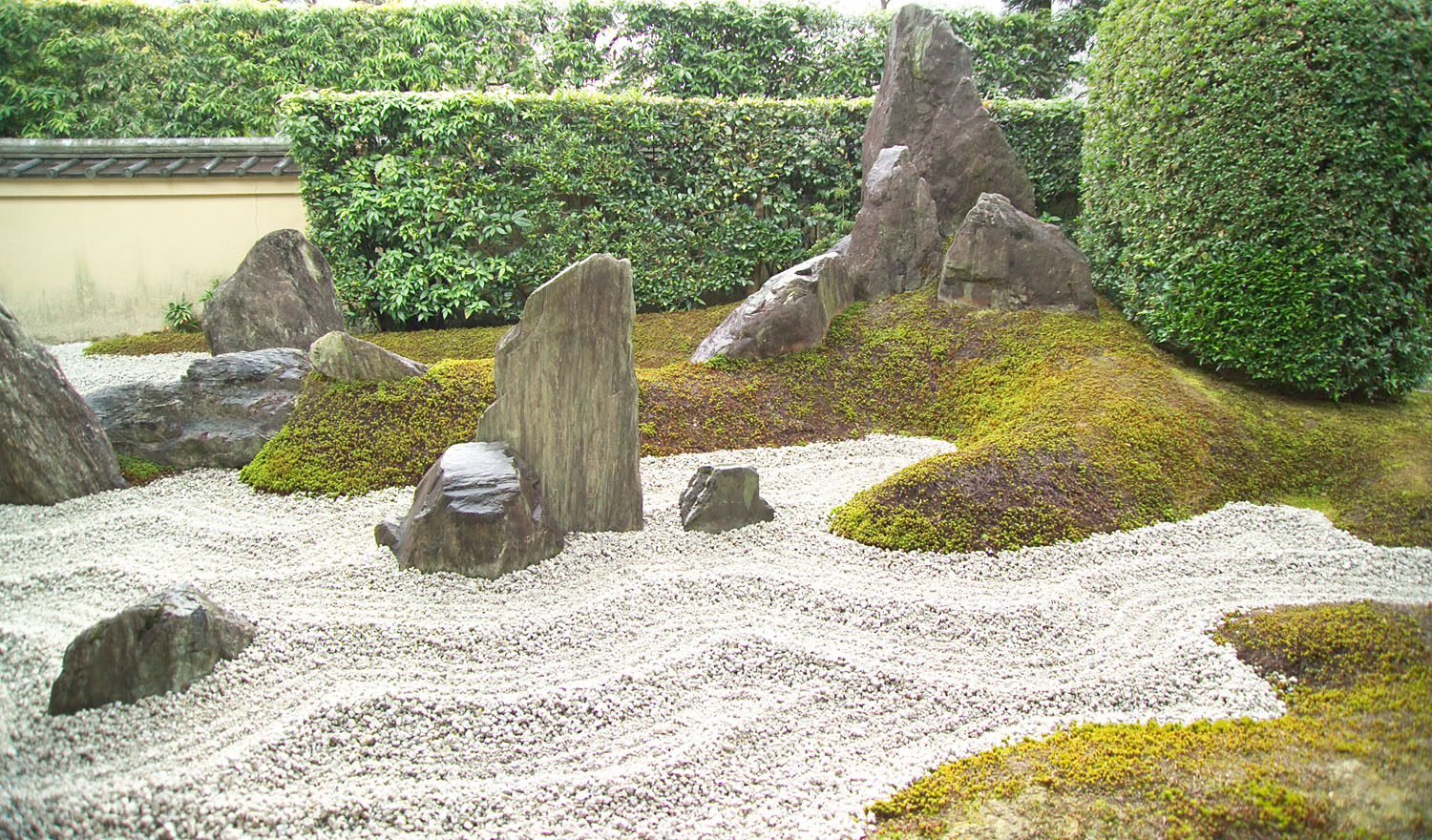
Zentuin in Daitoku-ji, Kyoto, Japan

Daitoku-ji (Japans: 大徳寺, de 'tempel van de Grote Deugd') is een ommuurd boeddhistisch tempelcomplex in het noorden van Kyoto, Japan. De tempel is het voornaamste heiligdom van de Rinzai-scholen. In Japan staat de tempel ook bekend als Ryūhōzan (龍宝山), vernoemd naar de gelijknamige berg waarop het is gebouwd. Het tempelcomplex beslaat een gebied van 23 hectare.
Daitoku-ji werd tussen 1315 en 1319 gesticht door de monnik Shūhō Myōchō als een klein klooster. In 1325 werd het klooster op verzoek van de gepensioneerde keizer Hanazono omgezet in een bedehuis voor het keizerlijk hof. De inwijdingsceremonie werd gehouden in 1326 en dit wordt algemeen erkend als de ware stichting van de tempel.
Zoals veel tempels in Kioto werd Daitoku-ji ernstig beschadigd tijdens de Onin-oorlog (1467–1477). Na de wederopbouw groeide de tempel uit tot een centrum van de Japanse theeceremonie en raakte in verband met theemeester Sen no Rikyu en Oda Nobunaga. Het graf van Oda Nobunaga bevindt zich in een van de subtempels van Daitokuji, die slechts zelden toegankelijk is voor publiek.
Daitoku-ji bestaat uit zes hoofdgebouwen, die omringd zijn door 22 subtempels. De belangrijkste van deze subtempels zijn Daisen-in, Jukō-in (聚光院) en Shinjū-an (眞珠庵). Deze zijn open voor publiek. In Jukō-in zijn enkele bekende werken te bezichtigen van de 13e-eeuwse Chinese kunstschilder Muqi Fachang.